# العلاقات الإكوادورية البنمية
العلاقات الإكوادورية البنمية هي العلاقات الثنائية التي تجمع بين الإكوادور وبنما.

## مقارنة بين البلدين
هذه مقارنة عامة ومرجعية للدولتين:
| وجه المقارنة                                              | الإكوادور                      | بنما                      |
| --------------------------------------------------------- | ------------------------------ | ------------------------- |
| المساحة (كم2)                                             | 283.56 ألف                     | 74.18 ألف                 |
| عدد السكان (نسمة)                                         | 16.62 مليون                    | 4.10 مليون                |
| الكثافة السكانية (ن./كم²)                                 | 58.61                          | 55.27                     |
| العاصمة                                                   | كيتو                           | بنما                      |
| اللغة الرسمية                                             | اللغة الإسبانية، كيشوا ‏، شوار ‏ | اللغة الإسبانية           |
| العملة                                                    | دولار أمريكي، سوكري إكوادوري   | بالبوا بنمي، دولار أمريكي |
| الناتج المحلي الإجمالي (بليون دولار)                      | 103.06 مليار                   | 61.84 مليار               |
| الناتج المحلي الإجمالي (تعادل القوة الشرائية) بليون دولار | 185.24 مليار                   | 87.37 مليار               |
| الناتج المحلي الإجمالي الاسمي للفرد دولار أمريكي          | 6.21 ألف                       | 13.27 ألف                 |
| الناتج المحلي الإجمالي للفرد دولار أمريكي                 | 11.37 ألف                      | 20.89 ألف                 |
| مؤشر التنمية البشرية                                      | 0.746                          | 0.780                     |
| رمز المكالمات الدولي                                      | +593                           | +507                      |
| رمز الإنترنت                                              | .ec                            | .pa                       |
| المنطقة الزمنية                                           | 00                             | 00                        |

## منظمات دولية مشتركة
يشترك البلدان في عضوية مجموعة من المنظمات الدولية، منها:
| علم المنظمة | اسم المنظمة                                                          | تاريخ انضمام الإكوادور | تاريخ انضمام بنما |
| ----------- | -------------------------------------------------------------------- | ---------------------- | ----------------- |
|             | يونسكو                                                               | 22 يناير 1947          | 10 يناير 1950     |
|             | الفريق المعني برصد الأرض                                             | ?                      | ?                 |
|             | مؤسسة التمويل الدولية                                                | 20 يوليو 1956          | 20 يوليو 1956     |
|             | منظمة حظر الأسلحة الكيميائية                                         | ?                      | ?                 |
|             | مؤسسة التنمية الدولية                                                | 7 نوفمبر 1961          | 1 سبتمبر 1961     |
|             | منظمة التجارة العالمية                                               | ?                      | ?                 |
|             | وكالة حظر الأسلحة النووية في أمريكا اللاتينية ومنطقة البحر الكاريبي ‏ | ?                      | ?                 |
|             | وكالة ضمان الاستثمار متعدد الأطراف                                   | 12 أبريل 1988          | 21 فبراير 1997    |
|             | الاتحاد البريدي العالمي                                              | ?                      | ?                 |
|             | منظمة الشرطة الجنائية الدولية                                        | ?                      | ?                 |
|             | الأمم المتحدة                                                        | 21 ديسمبر 1945         | 13 نوفمبر 1945    |
|             | الاتحاد الدولي للاتصالات                                             | 17 أبريل 1920          | 14 يوليو 1914     |
|             | البنك الدولي للإنشاء والتعمير                                        | 28 ديسمبر 1945         | 14 مارس 1946      |

## وصلات خارجية
- موقع وزارة الخارجية الإكوادورية
- موقع وزارة الخارجية البنمية